# Ein Happy End ist erst der Anfang
Ein Happy End ist erst der Anfang (Originaltitel: Leah on the Offbeat) ist ein Roman der US-amerikanischen Autorin Becky Albertalli aus dem Jahr 2018. In deutscher Sprache ist der Roman, übersetzt von Ingo Herzke, im März 2019 unter dem Titel Ein Happy End ist erst der Anfang bei Carlsen erscheinen.
Es ist die direkte Fortsetzung ihres Debütromans Nur drei Worte (englischer Originaltitel Simon vs. The Homo Sapiens Agenda) aus dem Jahr 2015 und der dritte Roman im „Simon-verse“, dem gemeinsamen Universum, in dem Albertallis Bücher stattfinden und welches auch das 2017 erschienene The Upside of Unrequited enthält.

## Handlung
Leah Burke ist Schlagzeugerin, meist am Schlagzeug in der Band Emoji. Doch Leah hat allen ihren Freunden etwas vorenthalten, selbst ihrem offen schwulen besten Freund Simon: Sie ist bisexuell. Die einzige Person, die über ihre Sexualität Bescheid weiß, ist ihre Mutter, der Leah sehr nahe steht. Als ihre Freundesgruppe anfängt ins Wanken zu kommen, weiß Leah nicht, was sie tun soll. Zwischen ihren streitenden Freunden und ihren Abschlussvorbereitungen, erkennt Leah dann, dass sie eine ihrer Freundinnen vielleicht mehr mag, als sie zuerst dachte.

## Rezeption
Ein Happy End ist erst der Anfang wurde positiv bewertet. Booklist merkte an, dass Albertalli ein fantastisches Ohr für die Stimme habe und diese in Leahs lustiger, ironischer und verletzlicher Ich-Erzählung wunderschön sei. Die Unterhaltungsseite Hypeable lobte die Geschichte, Leahs Charakterisierung und sagte, es sei „eine Stimme für eine neue Generation an LGBTQ+-Jugendlichen.“ Bustle lobte die Geschichte ebenso wie die Darstellung sozialer Ängste.

## Mögliche Verfilmung
Berlanti sagte, dass er, nachdem er den Erfolg des Films Love, Simon gesehen habe, einer Fortsetzung nicht unbedingt abgeneigt sei: „So Gott will, dass der Film erfolgreich genug ist, dass die Leute tatsächlich nach so etwas fragen. Ich habe es so sehr geliebt, mit diesen Leuten an diesem Film zu arbeiten. Ich möchte einfach mehr Zeit mit ihnen verbringen, das wäre gut.“